# Frankfurt (Oder)
Frankfurt (Oder) (verouderd Nederlands: Frankfort aan de Oder) is een kreisfreie Stadt in de Duitse deelstaat Brandenburg. De stad telt 57.015 inwoners (31 december 2020) op een oppervlakte van 147,61 km². Dit zijn zo'n 20.000 inwoners minder dan ten tijde van die Wende, de toetreding van de DDR tot West-Duitsland.
Frankfurt heeft een aantal historische gebouwen, maar over het algemeen is het een 'modelvoorbeeld' van hoe een moderne communistische stad er destijds uitzag; brede straten en hoge flats.
Cultuurhistorisch is heel bijzonder de serie gebrandschilderde ramen in de Marienkirche. Deze serie van drie omvat namelijk als enige ter wereld een reeks waarin de Antichrist afgebeeld wordt, parallel aan de traditionele reeks met Jezus. De Marienkirche zelf is in baksteengotiek opgetrokken, bekend van de hele Oostzeekust. De stad bezit ook een museum gewijd aan de hier geboren schrijver Heinrich von Kleist.

## Grens
De beslissing van de geallieerden in 1945 dat de Oder de grens tussen Duitsland en Polen zou vormen (de Oder-Neissegrens), had tot gevolg dat een deel van de stad Pools werd. Het stadsdeel Dammvorstadt, op de rechteroever van de rivier, gaat sindsdien door het leven als Słubice. Frankfurt en Słubice worden met elkaar verbonden door de Stadtbrücke, een belangrijke grensovergang tussen de twee landen. Een van de redenen van de populariteit van deze grensovergang is dat zij de mogelijkheid biedt om aan de andere zijde van de grens goederen te kopen of van diensten gebruik te maken die daar goedkoper zijn. Hierbij kan wat Polen betreft gedacht worden aan sigaretten, benzine, (sterke) drank en het bezoek aan een kapper.
Even ten zuiden van Frankfurt en Słubice liggen ook twee belangrijke grensovergangen: een aan de E30 en een aan de spoorweggrensovergang. Deze laatste twee grensovergangen worden veel gebruikt voor het doorgaande verkeer tussen Berlijn en Poznań en Warschau.

## Demografie
- Ontwikkeling van de bevolking sinds 1875 binnen de huidige grenzen (blauwe lijn: Bevolking; stippellijn: Vergelijking van de ontwikkeling van de bevolking van de deelstaat Brandenburg, Grijze achtergrond: tijdens de nazi-regering, Rode achtergrond: tijdens de communistische regering)
- Recente ontwikkeling van de bevolking (blauwe lijn) en prognoses (stippelijn)

| Jaar | Inwoners |
| ---- | -------- |
| 1875 | 43 491   |
| 1890 | 50 108   |
| 1910 | 59 905   |
| 1925 | 62 044   |
| 1933 | 65 717   |
| 1939 | 66 962   |
| 1946 | 54 153   |
| 1950 | 55 514   |
| 1964 | 60 163   |
| 1971 | 64 484   |

| Jaar | Inwoners |
| ---- | -------- |
| 1981 | 81 009   |
| 1985 | 85 593   |
| 1990 | 86 171   |
| 1995 | 80 807   |
| 2000 | 72 131   |
| 2005 | 63 748   |
| 2010 | 60 330   |
| 2015 | 57 649   |
| 2020 | 57 015   |

## Universiteit
Tussen 1506 en 1811 had Frankfurt een universiteit, de Alma mater Viadrina. In 1991 werd deze universiteit heropgericht als de Europa-Universität Viadrina. De universiteit richt zich, op het gebied van zowel onderwijs als onderzoek, op de contacten met Polen. Een gedeelte van de studentenhuisvesting bevindt zich in Słubice, waar ook het Collegium Polonicum is gevestigd, een onderzoeksinstituut in samenwerking met de universiteit van Poznań.

## Partnersteden
- Gorzów Wielkopolski (Polen), sinds 1975
- Słubice (Polen), sinds 1975
- Nîmes (Frankrijk), sinds 1976
- Vantaa (Finland), sinds 1987
- Heilbronn, Baden-Württemberg (Duitsland), sinds 1988
- Vitebsk (Wit-Rusland), sinds 1991
- Tzoran-Kadima (Israël), sinds 1997
- Yuma, Arizona (Verenigde Staten), sinds 1997
- Scandicci (Italië)
- Vratsa (Bulgarije), sinds 2009

## Geboren
- Heinrich von Kleist (1777-1811), schrijver
- Robert von Puttkamer (1828-1900), politicus
- Georg Hermann Quincke (1834-1924), natuurkundige
- Anton von Werner (1843-1915), kunstschilder
- Rudolf Brandt (1909-1948), nazi-ambtenaar, persoonlijk assistent van Heinrich Himmler
- Wolfgang Glänzel (1955), informatiekundige
- Daniel Stendel (1974), voetballer
- Franziska Giffey (1978), politicus

## Sport en recreatie
Deze plaats is gelegen aan de Europese wandelroute E11, die loopt van Den Haag naar het oosten, op dit moment tot de grens Polen/Litouwen. De route komt van Lebus via het stadsdeel Kliestow en vervolgt via de brug over de Oder naar Słubice (stad).
In 1971 verhuisde de succesvolle club Vorwärts Berlin naar Frankfurt en werd zo Vorwärts Frankfurt. De club verloor veel van haar pluimen, al konden ze wel nog vijf keer Europees voetbal afdwingen. In totaal speelde de club 17 seizoenen in de DDR-Oberliga, in het laatste seizoen werd de naam Viktoria Frankfurt aangenomen. Bij de integratie van de DDR-clubs in het Duitse voetbalsysteem kon Viktoria de concurrentie met de andere clubs niet aan en zakte weg naar de lagere reeksen. Na een fusie speelt de club sinds 2012 als 1. FC Frankfurt.

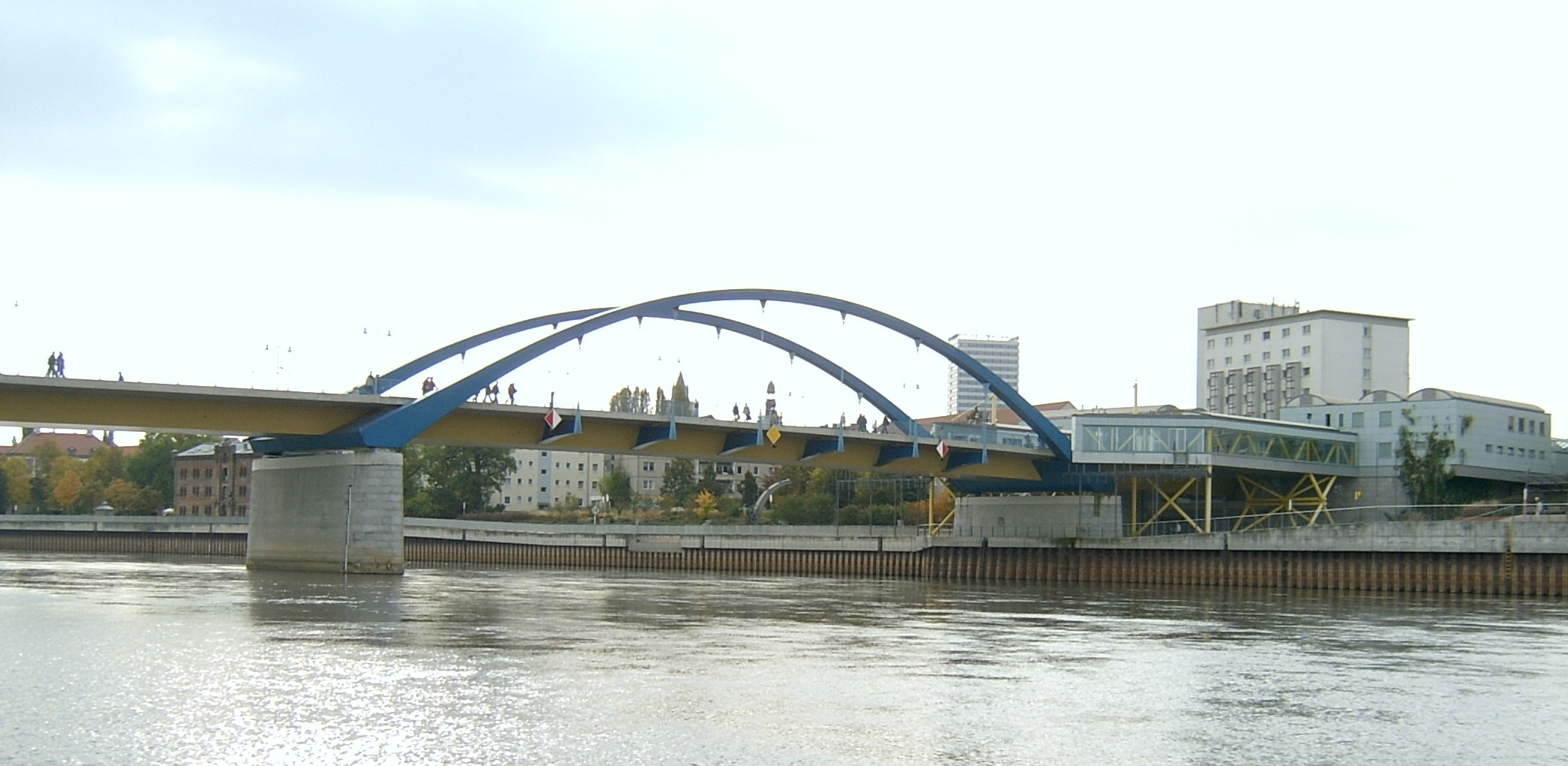
De Stadtbrücke, gezien vanaf de rivier
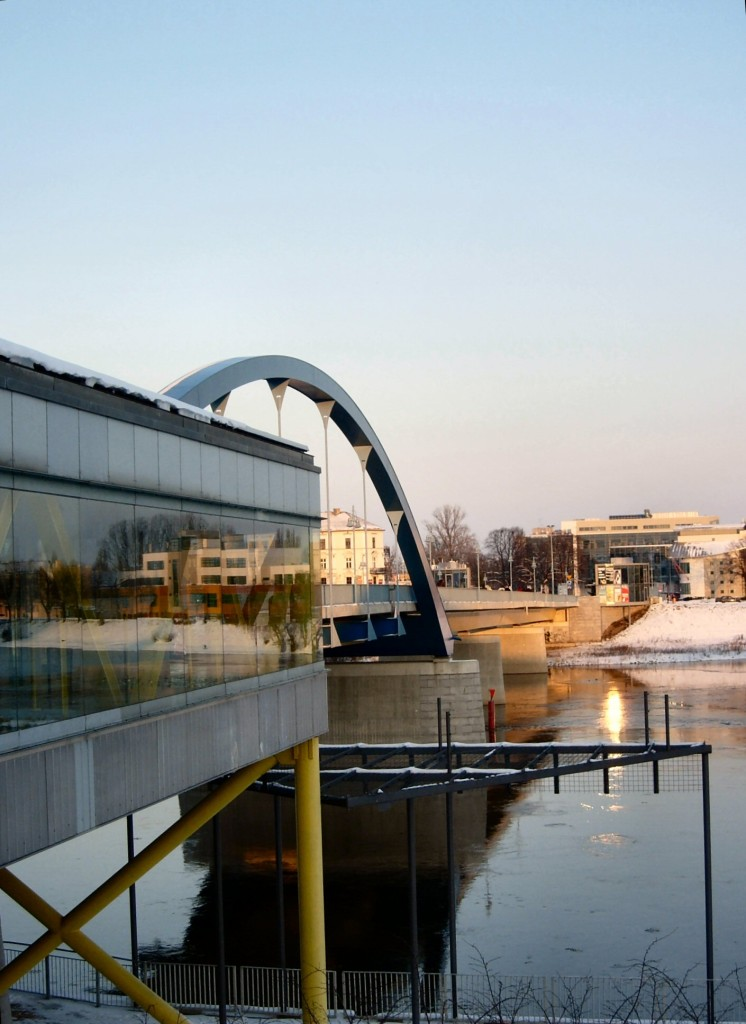
De grensovergang (vanaf de Duitse kant)
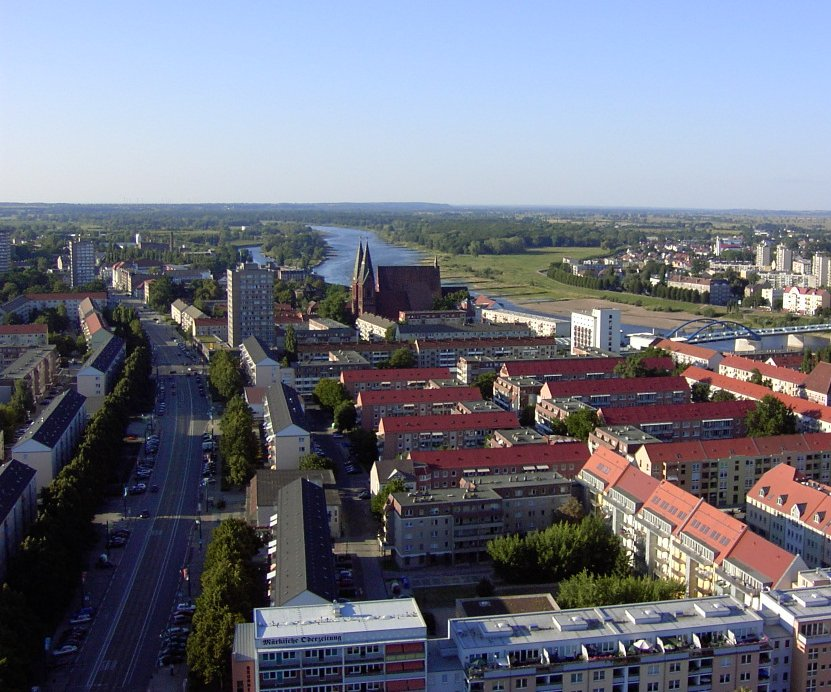
Uitzicht over de stad
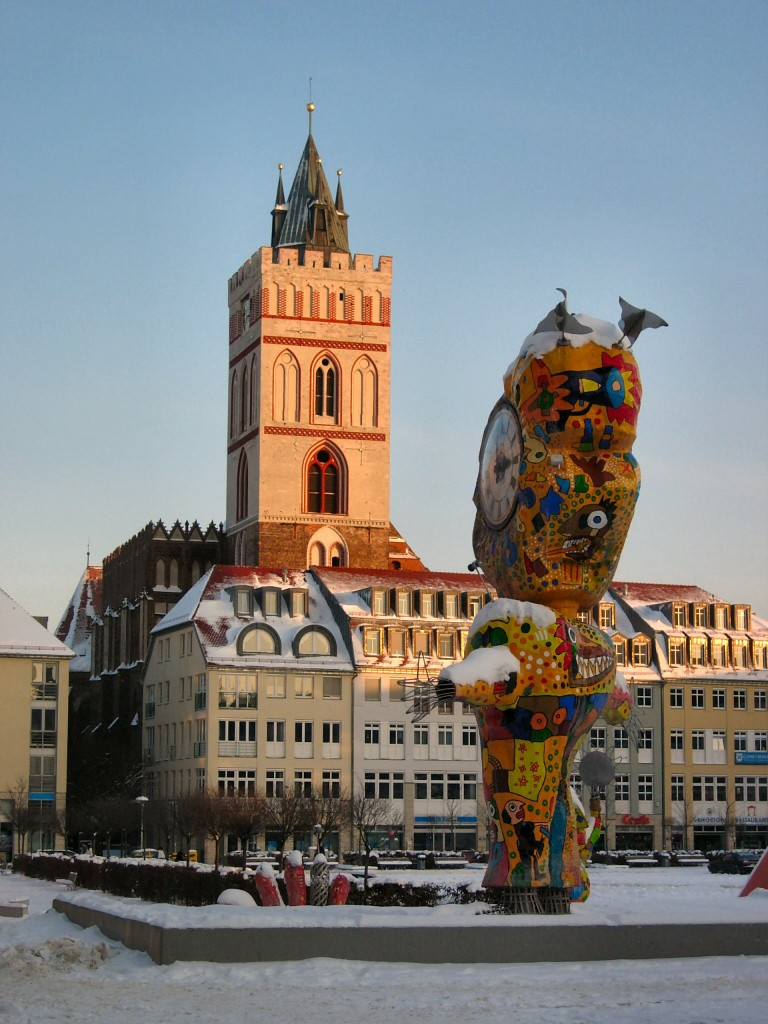
Mariakerk

## Entertainment
De Duitse zanger Bosse heeft een nummer geschreven dat gaat over Frankfurt a/d Oder. De Nederlandse band BLØF heeft dit liedje vertaald naar het Nederlands, gecoverd, en heet Zoutelande.
Barnim · Brandenburg an der Havel · Cottbus · Dahme-Spreewald · Elbe-Elster · Frankfurt (Oder) · Havelland · Märkisch Oderland · Oberhavel · Oberspreewald-Lausitz · Oder-Spree · Ostprignitz-Ruppin · Potsdam · Potsdam-Mittelmark · Prignitz · Spree-Neiße · Teltow-Fläming · Uckermark